# Stichting Geschiedenis Kinder- en Jeugdliteratuur
De Stichting Geschiedenis Kinder- en Jeugdliteratuur (SGKJ) was een Nederlandse stichting met als doel de bevordering en verbreiding van kennis over de geschiedenis van kinder- en jeugdliteratuur. De Stichting zette zich tevens in voor het behoud en de ontsluiting van oude kinder- en jeugdboeken en kinderprenten als cultureel erfgoed. De Stichting heeft haar werkzaamheden met ingang van 1-1-2025 beëindigd. 

## Activiteiten
Het bestuur van de SGKJ organiseerde jaarlijks twee studiedagen en diverse excursies naar onder andere tentoonstellingen en collecties van instituten en particulieren. Tweemaal per jaar kregen de Vrienden het tijdschrift SGKJ-Berichten (ISSN 2542-842X) waarvan het eerste nummer verscheen in 1994. Tot 2017 was de titel Berichten uit de wereld van het oude kinderboek (ISSN 1384-5977).  De laatste aflevering verscheen eind 2024.De SGKJ publiceerde jaarlijks een deeltje in de reeks De waare rijkdom. Bij de jaarwisseling 2024-2025 werd het laatste geschenk aan de SGKJ-vrienden gestuurd. Eens in de twee jaar werd de Hieronymus van Alphen Prijs uitgereikt. Tussentijds werden de Vrienden geïnformeerd via de digitale SGKJ-Nieuwsbrief, waarvoor ook belangstellenden zich gratis konden aanmelden. Vanaf 2025 wordt de digitale nieuwsbrief voortgezet door Jeannette Kok onder de titel ,‘’Nieuwsbrief over de geschiedenis van kinderboeken en centsprenten’. Men kan zich hiervoor aanmelden via jeannettekok47@outlook.com.

## Geschiedenis
De SGKJ is voortgekomen uit de multidisciplinaire, interuniversitaire werkgroep Kinder- en Jeugd Literatuur (KJL). In 1986 is het Landelijk Platform KJL als stichting opgericht, waar verschillende werkgroepen onder vielen. In 1993 werd het Platform opgeheven wegens gebrek aan middelen om alle activiteiten te bekostigen. Verschillende werkgroepen wilden wel doorgaan, onder andere die over de geschiedenis van de KJL. Daarom werd op 3 juni 1993 de Stichting Geschiedenis Kinder- en Jeugdliteratuur (SGKJ) opgericht.

## De waare rijkdom
'De waare rijkdom' is een reeks zelfstandige publicaties op het gebied van oude kinderboeken en jeugdliteratuur die onderwerpen zoals specifieke kinderboekenschrijvers, centsprenten of genres belichten. SGKJ-Vrienden krijgen sinds de jaarwisseling 2001/2002 elk jaar een nieuw deel thuisgestuurd als nieuwjaarsgeschenk. De naam 'De waare rijkdom' is afgeleid van het gelijknamige gedicht van Hieronymus van Alphen uit de bundel 'Proeve van Kleine Gedichten voor Kinderen' uit 1778.
De reeks bevat tot 2020 toe de volgende delen:
- 'Aan de zijlijn… Drie Friese kinderboekenschrijfsters uit de negentiende en de twintigste eeuw' door Jant van der Weg (2020)
- 'Een vrolijk kerstfeest … aan een zijden draadje' door Saskia de Bodt (2019)
- 'Joden in Nederlandse jeugdverhalen' door Ewoud Sanders (2018)
- '‘Het katterig gezanik om een jongen’. Diet Kramer en de kritiek op het meisjesboek' door Janneke van der Veer (2017)
- 'Tijl Uilenspiegel in volksboeken en op centsprenten. De ontwikkeling van de iconografie van 1510 tot 1850' door Aernout Borms (2016)
- 'Ver van huis en haard, de kleine Savoyaard. Een verborgen geschiedenis, opgediept uit kinderboeken en centsprenten' door Dirk J. Tang (2015)
- 'Kinderboeken en centsprenten in de Koninklijke Bibliotheek: vijftien jaar groei van Nederlands erfgoed' door Jeannette Kok en Karin Vingerhoets (2014)
- 'Kinderboeken – Buitenkant/Binnenkant' door Hilda van den Helm en Jeannette Kok (2013)
- 'Trappen des Ouderdoms' door Jo Thijssen (2012)
- 'Robinson Crusoë – voor kinderen in de periode 1850-1950' door Sanne Parlevliet (2011)
- 'Jeugd. Geïllustreerd tydschrift voor jongens en meisjes' door Richard van Schoonderwoerd (2010)
- 'Gesnapt? Mooi!' door Ludo Jongen (2009)
- 'Hoe Jan Sluijters tekende voor Theo Thijssen' door Henk Duijzer (i.s.m. het Theo Thijssenmuseum te Amsterdam) (2008)
- 'Kinderspelen op wensbrieven' door Leontine Buijnsters-Smets (2007)
- 'Pinksterkermis door Jan Heyse.' Met een toelichting van Saskia de Bodt (i.s.m. de Zeeuwse Bibliotheek te Middelburg) (2006)
- 'De Schoone & het Beest door Marie le Prince de Beaumont.' Met een inleiding en toelichting van Marjoke Rietveld-van Wingerden (2005)
- 'Een dag of wat in Dwingeloo door Jan Ligthart.' Met een inleiding en toelichting van Carl Doeke Eisma (2004)
- 'Suja, suze, eia & nane' door Jant van der Weg en Toin Duijx (2003)
- 'Wie zou niet gaarne een koning wezen?' door John Landwehr (2002)